# Anne du Bourg
Anne du Bourg (Riom, 1521 – Parigi, 23 dicembre 1559) è stato un magistrato francese.

## Biografia
Nipote del cancelliere Antoine du Bourg, di una famiglia originaria del Vivarais, Anne du Bourg fu studente ed insegnò all'Università di Orléans; ebbe, fra i suoi allievi, anche Étienne de La Boétie. Divenne consigliere nel Parlamento di Parigi nel 1557. Nel 1559, nel corso di una seduta plenaria del Parlamento – il cosiddetto mercuriale – attaccò la politica reale di repressione di «coloro che vengono chiamati eretici». Egli non fece mistero delle sue opinioni calviniste e parlò al re Enrico II con grande ardimento, cosicché il re lo fece arrestare e mettere alla Bastiglia.
Dopo un processo nel corso del quale Anne du Bourg utilizzò tutte le risorse della giurisprudenza e durante il quale fu invano chiesta la sua grazia, fu condannato come eretico all'impiccagione e al rogo del cadavere. Il suo processo segna la nascita di un diritto di resistenza al potere reale, poiché viene tentato di far intervenire il Parlamento di Parigi, la prima corte del regno.
Dal palco del supplizio, il 23 dicembre, esclamò: «Cari amici, non sono qui come un ladro o un assassino, ma per il Vangelo»
La sua condanna portò alla congiura d'Amboise.
Suo fratello Claudio fu ambasciatore presso la Sublime porta, prima di essere a sua volta arrestato con l'accusa di protestantesimo ed imprigionato alla Bastiglia. Una volta libero, si ritirò nelle sue terre dell'Alvernia.